# Вифлеємська зірка

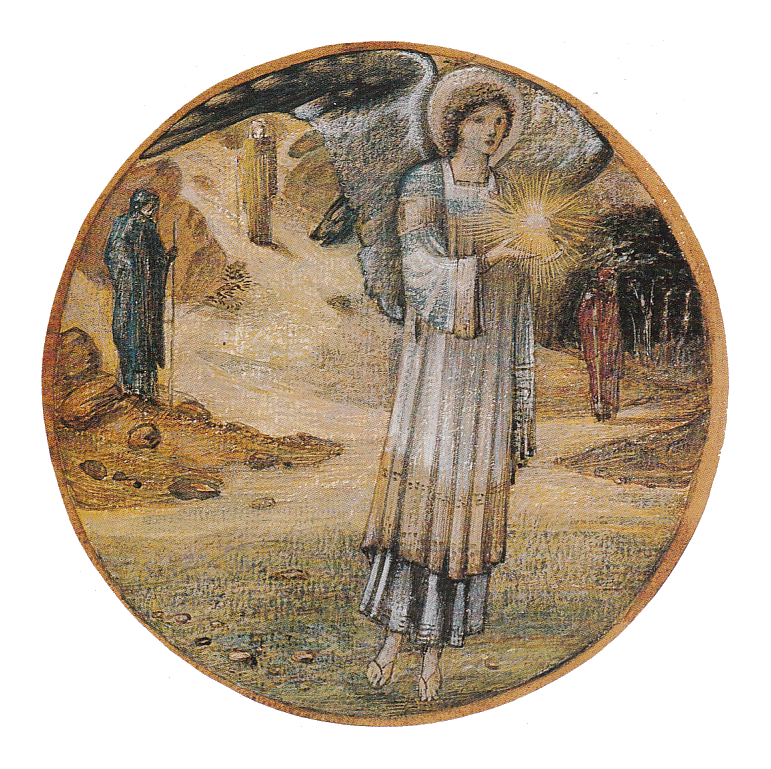
Янгол несе Вифлеємську зірку. Картина Едварда Берна-Джонса, між 1882 та 1898 роками

Вифлеємська зірка — зірка, що згідно з Євангелієм від Матвія привела мудреців до маленького Ісуса Христа. Вона вела їх зі сходу, а коли ті підійшли до Вифлеєма, зірка зупинилась.
У християнській традиції на вершині різдвяної ялинки встановлюють ялинкову прикрасу у вигляді зірки, яка символізує Вифлеємську зірку.

## Вифлеємська зірка в Біблії

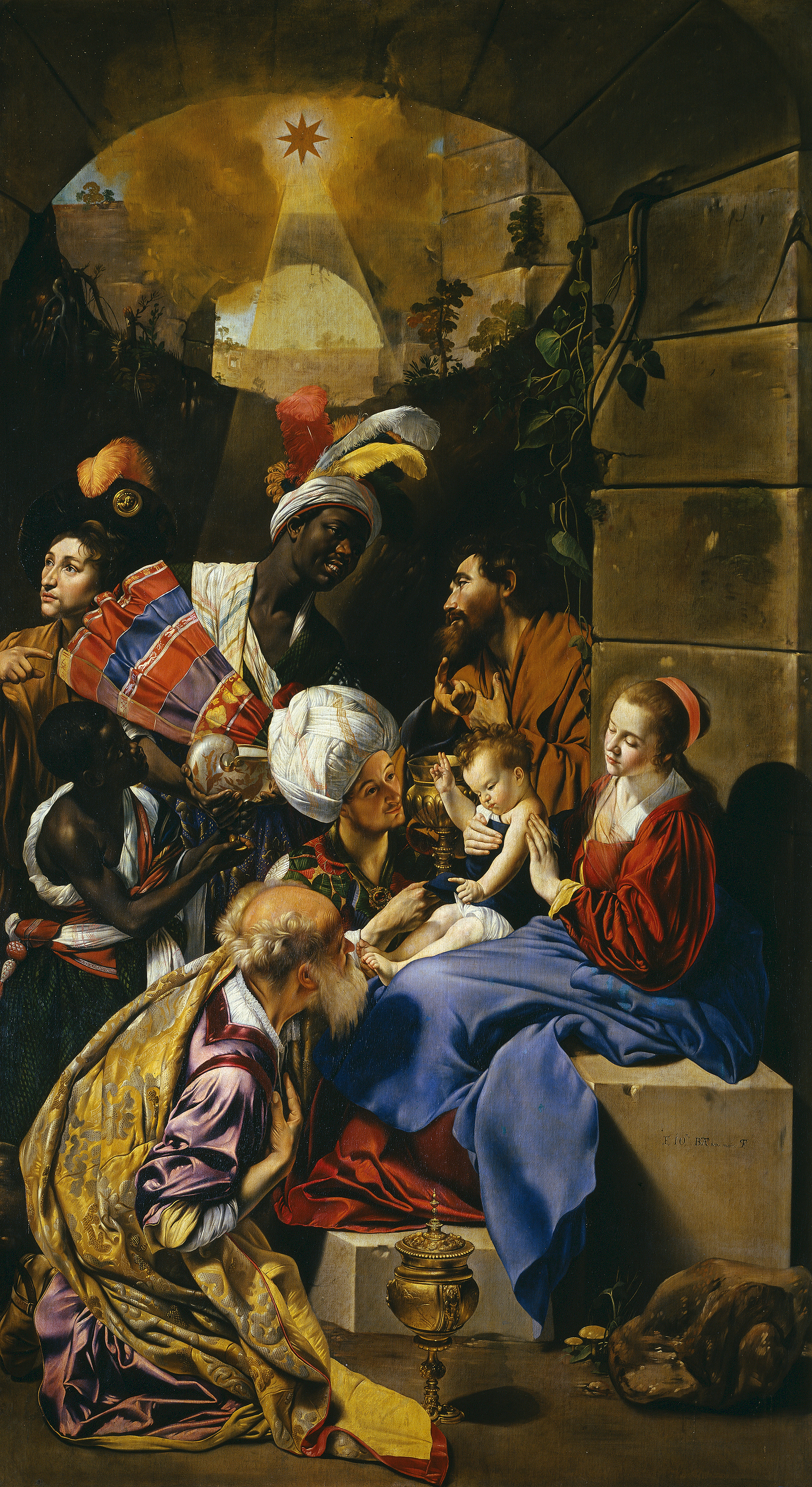
Поклоніння волхвів. Картина Хуана Баутісти Майно, 1612-1614 роки

У Євангелії від Матвія описується, що про народження Ісуса Христа сповістила поява на небі зірки. Волхви (також відомі як мудреці чи царі) витлумачили це як ознаку народження очікуваного месії та прийшли до царя Ірода, що правив тоді в Юдеї:
| " | Коли ж Ісус народився у Вифлеємі Юдейському у дні царя Ірода, волхви зі сходу прийшли до Єрусалима, кажучи: де є народжений Цар Юдейський? Бо ми бачили зірку Його на сході і прийшли поклонитися Йому. (Мат 2: 1-2) | " |

Ірод, боячись за свою владу, задумав убити месію, для чого спершу послав волхвів дізнатися якомога більше. Зірка знову вказала волхвам шлях, цього разу точно у Вифлеєм:
| " | Вони, вислухавши царя, пішли. І ось зірка, яку бачили вони на сході, йшла перед ними, аж поки, нарешті, прийшла і зупинилась над місцем, де було Немовля. Побачивши зірку, вони зраділи радістю вельми великою. І, увійшовши в дім, побачили Немовля з Марією, Матір’ю Його, і, впавши, поклонилися Йому; і, відкривши скарби свої, принесли Йому дари: золото, ладан і смирну. І, одержавши уві сні одкровення не повертатися до Ірода, іншою дорогою відійшли до країни своєї. (Мат 2: 9-12) | " |

Поява Вифлеємської зірки слугувала юдеям виконанням так званого Зоряного пророцтва Валаама зі старозавітної Книги Чисел:
| " | Бачу Його, але нині ще немає; бачу Його, але не близько. Сходить зірка від Якова і постає жезл від Ізраїля, і вражає князів Моава і розтрощує всіх синів Сифових. (Чис 24: 17) | " |

## Вифлеємська зірка в апокрифах
Сирійська «Печера скарбів» (VI ст.) описує, що за два роки до народження Христа в Персії бачили зорю незвичайної форми, котру супроводжувало видіння дівчини з коронованою дитиною в животі. Волхви тут слідували заповіту Сифа, котрий сказав взяти скарби, залишені Адамом і Євою тоді, коли на небі з'явиться незвичайна зірка. Подібну історію оповідає сирійська «Хроніка Зукніна» (VIII ст.), переказуючи легенду про заповіт Адама та пророцтво про зірку, що привела волхвів до Христа. Коментар до Євангелія від Матвія «Opus imperfectum in Mattheum» (V ст.) також згадує зірку, але мудреців у ній 12.

## Ідентифікація зірки

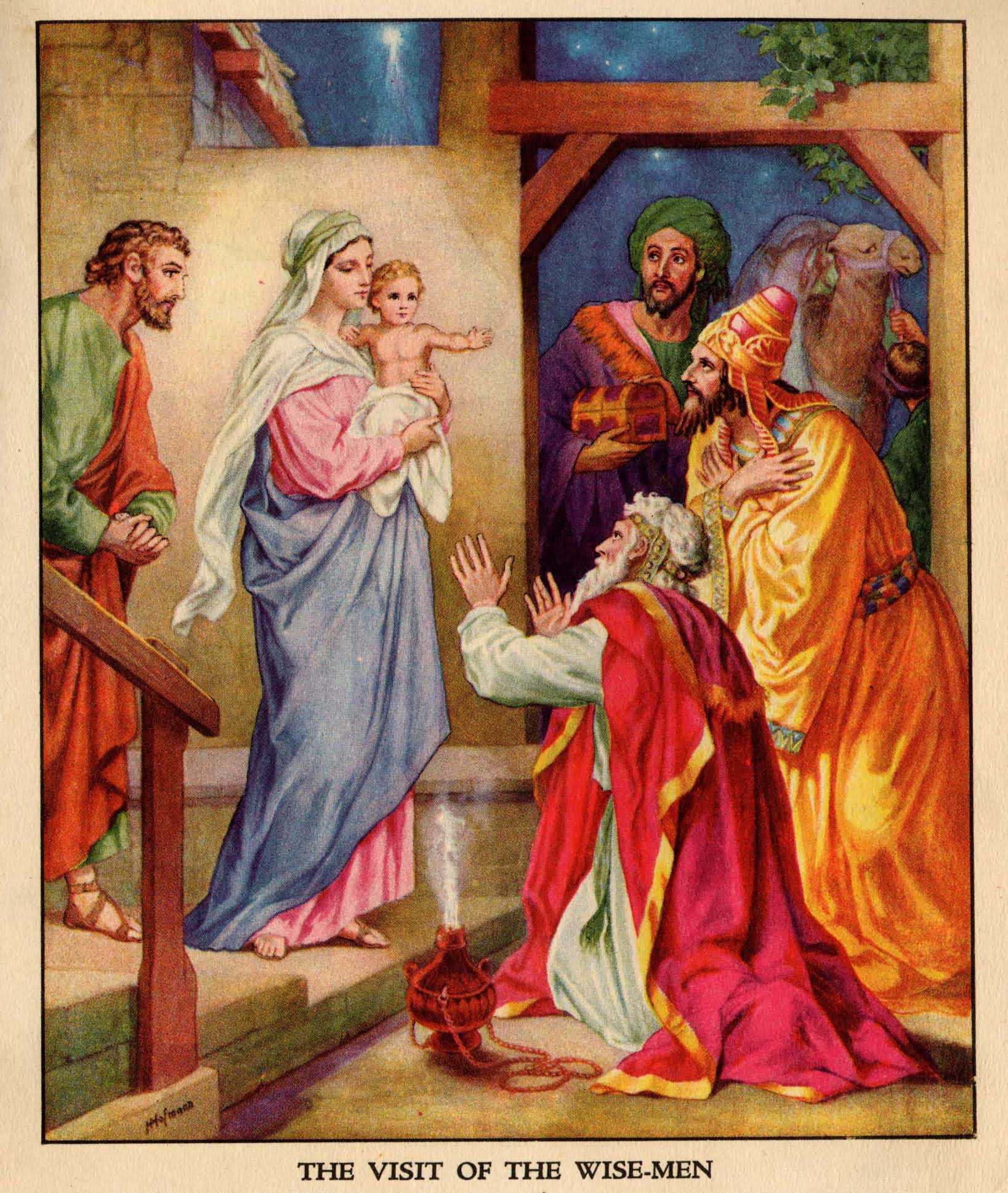
Прибуття трьох мудреців. Картина Гайнріха Гофманна, бл. 1900 р.

### Думки релігійних діячів
Отці Церкви, зокрема Іоанн Дамаскин і Ориген, погоджувалися з думкою, що ймовірно, це була комета. Ориген писав щодо неї:
Зірка, бачена колись на сході, як ми думаємо, була новою зіркою тієї ж природи, що й небесні тіла, котрі з'являться час від часу, такі як комети, чи ті метеори, що створюють промені, схожі на дерев'яні балки, на бороди чи амфори для вина… Ми читали «Трактат про комети» Херемона Стоїка, з тієї ж нагоди, що коли стається благо, з'являються комети… Якщо воцарюється нова династія… сходить комета… чому ж коли сталося народження Його, хто дав людському роду нове вчення, не зійти зірці?
— Ориген
Тертуліан запровадив традицію називати мудреців, які побачили зірку, царями, позаяк вважати їх мудрецями-астрологами було б визнати їх ідолопоклонниками; та що їх було троє.
Святий Ремигій, Тома Аквінський та Іван Золотоустий вважали Вифлеємську зірку чудесним явищем, яке не вкладається в рамки астрономії.
Іван Золотоустий вважав, що зірка (як зрештою і всі небесні зірки) має янгольську природу. Блаженний Феофілакт Болгарський дотримувався подібної думки, що це божественна розумна сила з'явилася в образі зірки:

Чуючи «зірка», не думай, що вона була одна з видимих нами, натомість божественна і ангельська сила, що з'явилася в образі зірки. Волхви були астрологами, тож Господь і привів їх цим, для них знайомим знаком, подібно як Петра-рибалку, здивувавши безліччю риб, залучив до Христа. А що зірка була сила ангельська, видно з того, що вона яскраво світила вдень, йшла, коли йшли волхви, сяяла, коли не йшли вони: особливо ж із того, що вона йшла з півночі, де Персія, на південь, де Єрусалим: але зірки ніколи не ходять від півночі до півдня.
— Феофілакт Болгарський
Одна із засновниць церкви адвентистів сьомого дня Еллен Гулд Вайт вважала, що Вифлеємська зірка була скупченням янголів.

### Думки вчених

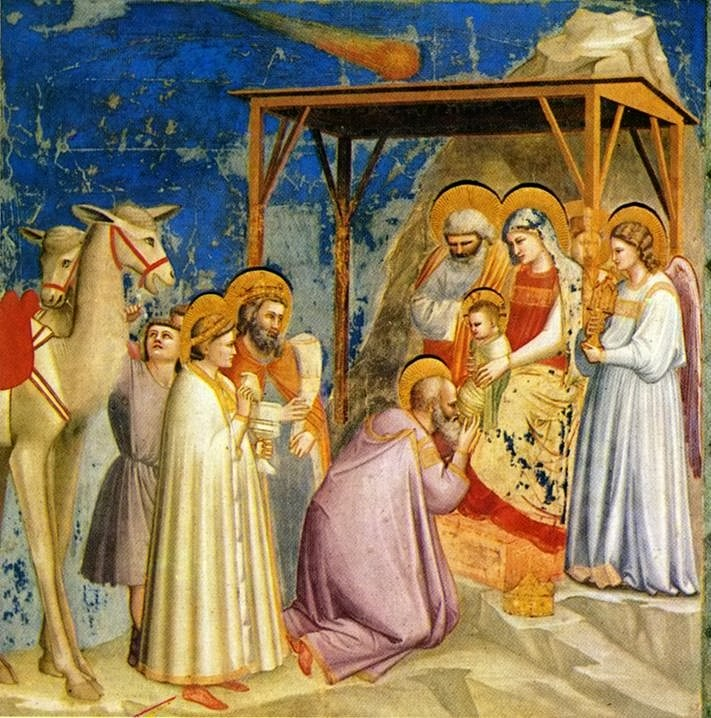
Комета Галлея — прообраз для Вифлеємської зірки з «Поклоніння волхвів» Джотто, капела Скровеньї, 1303 рік

Історичність Вифлеємської зірки не доведена, хоча й не заперечується. Вчені пропонують використовувати дані про неї для встановлення точної дати народження історичного Христа.
Американський релігієзнавець Кім Паффенрот стверджував, що зірка була вигадкою Матвія з метою пропаганди християнства шляхом підтвердження пророцтва з Книги Чисел. Хоча згадана Матвієм зірка заснована на дійсних астрономічних явищах другої половини I ст. н. е. Водночас інші дослідники зазначають, що Матвій не називав цю зірку чудом, а юдеї, хоча й очікували проходу месії, що звільнить їх з-під римського гніту, не користувалися астрологією. Тому для юдеїв така зірка — тим паче вигадана — не мала значення.
Якщо розглядати Вифлеємську зірку як дійсне астрономічне явище, що відбувалося в часи правління Ірода та перепису населення в Назареті, на які припали ранні роки Христа, то воно могло відбутися в проміжку від 8 року до н. е. до 1 року н. е. Мудреці, згадані Матвієм, імовірно були астрологами. Оскільки астрологія користувалася великою популярністю в Римській імперії та серед її ставлеників у провінціях (однією з яких була Юдея), то відвідання ними еллінізованого царя Ірода виглядає цілком імовірним. На роль реальної Вифлеємської зірки претендують:
Комета. Оскільки комети мають хвіст з викинутої у протилежний від Сонця бік речовини, комета може виглядати як яскрава зоря з довгим «вказівним» променем. Римляни зі страхом ставилися до комет, вважаючи їх провісниками великих потрясінь. Імператор Август популяризував образ комети 44 року до н. е., котру проголосив мандрівною душею свого батька, Юлія Цезаря. За його правління зображення комети карбувалися на монетах. Проте, римські історики не зафіксували жодної комети в той час, який міг би бути часом народження Христа. Найближчі появи комет відбувалися в 17 році до н. е. та 9 році н. е. Разом з тим не виключається, що згадки про цю комету просто не збереглися, а це була комета, котра зруйнувалася після появи на небі, або комета з дуже довгим періодом, тому пізніше вона не спостерігалася.
Наднова. Зручнішою кандидаткою є наднова зоря, адже спалахи наднових часто тривають лише декілька днів чи тижнів, при цьому досягаючи такої яскравості, що можуть спостерігатися навіть удень. Йоганн Кеплер вважав, що це була зоря в сузір'ї Змієносця, котра спалахнула, за його розрахунками, в 7 році до н. е. і перебувала, з точки зору Землі, поруч з Юпітером і Сатурном. Китайські літописи згадують появу яскравої зорі в 5 році до н. е. в сузір'ї Оріона. Проте її не згадують римляни, хоча спалах 126 року до н. е. у них зафіксовано. Ще однією кандидаткою є PSR 1913+16 в сузір'ї Орла. Як було з'ясовано в 1978 році, дещо завуальовані записи про неї збереглися у китайських, корейських і палестинських хроніках і вказують на 23 лютого 4 року до н.е. Одна з цих зір звичайна, інша нейтронна, утворення якої могло спостерігатися близько 2 тис. років тому.
З'єднання планет. Згадана Кеплером Вифлеємська зоря могла бути з'єднанням Марса, Юпітера та Сатурна. За обрахунками латино-американського астронома Карліса Кауфманіса в 1970-і, на початку 6 року до н. е. відбувалося з'єднання Юпітера з Сатурном в сузір'ї Риб. З'єднання Юпітера з Сатурном могло особливо цікавити перських і вавилонських астрологів, оскільки Юпітер вважався «царською зіркою», а Сатурн «зіркою євреїв». Вавилонські астрономи були здатні передбачати з'єднання планет, таким чином ця астрономічна подія була очікувана. Також, 17 червня 2 року до н. е. відбувалося з'єднання Венери з Юпітером біля зорі Регул, і Венери з Юпітером в серпні 3 року до н. е. Крім того, в 2 році до н. е. двічі (в лютому і травні) відбувалося з'єднання Юпітера з Регулом. Але ці з'єднання сталися вже після смерті Ірода, котрий помер, за найпоширенішими оцінками, в 4 році до н.е. Деякі джерела датують смерть царя 1 роком до н.е.
З наявних відомостей слідує, що якщо Христос був реальною історичною особою, то він народився восени 2 року до н.е. Астрологи, котрі жили в Єгипті, могли побачити на сході зорю за 1-2 роки до фактичного народження Христа і прибули до Вифлеєма вже тоді, коли Христос народився.

## Думки астрологів
Оскільки згідно з Євангелієм, самі мешканці Юдеї не помітили жодного чудесного явища, існує думка, що перевагу варто віддати гіпотезі про з'єднання, а не про комету або спалах нової. Причина: в астрології такий аспект як з'єднання — це явище, для непосвячених не особливо примітне, але має велике значення для тих, хто здатний його витлумачити, якими були мудреці-волхви.

## Зображення

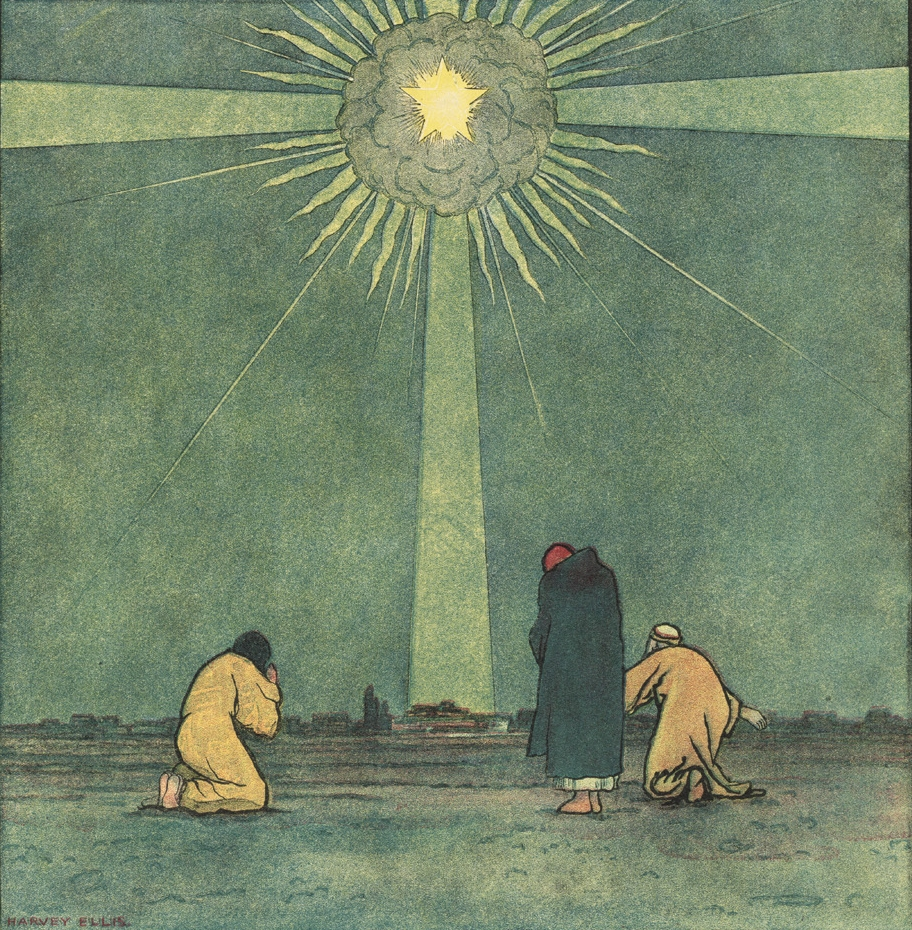
Зірка та мудреці на листівці американського щомісячника «Harper's Magazine» 1898 року

Мотив вказівної зорі відомий у мистецтві стародавньої Сирії, Месопотамії, Закавказзя та Єгипту, і продовжився в мистецтві ранніх християнських общин як Вифлеємська зірка.
Вифлеємська зірка зазвичай зображається з декількома променями — п'ятьма чи восьма. В цьому традиція її зображення співпадає з традицією зображення зорі Сіріус і планети Венера відповідно. Частіше вона має вісім променів, а її силует цілком заповнений на відміну від, наприклад, зірки Іштар, що переважно має також вісім променів, але в центрі міститься диск. Також, буває шестипроменевою. В іконографії Ісуса Христа ця зірка переважно поміщається в небі над сценою з волхвами, котрі підносять дари новонародженому Христові. Доволі поширена деталь — це промінь світла, що спрямовується від зірки до місця народження Христа. Іноді він падає точно на Христа, чи заповнює приміщення сяйвом. Це сяйво часом ототожнюється з тим самими сяйвом, що огорнуло Ісуса при Його преображенні. В деяких інтерпретаціях промінь від Вифлеємської зірки зображається як хвіст комети.
Ренесансні художники часто зображали Вифлеємську зірку недалеко від горизонту в ранковому небі, чим вона нагадує Венеру. Саме так вона виглядає у Лоренцо Монако, Фра Анджеліко, Фра Філіппо Ліппі, Джованні ді Паоло, Альбрехта Дюрера, Хуана Фландеса.

## Роль в християнських обрядах

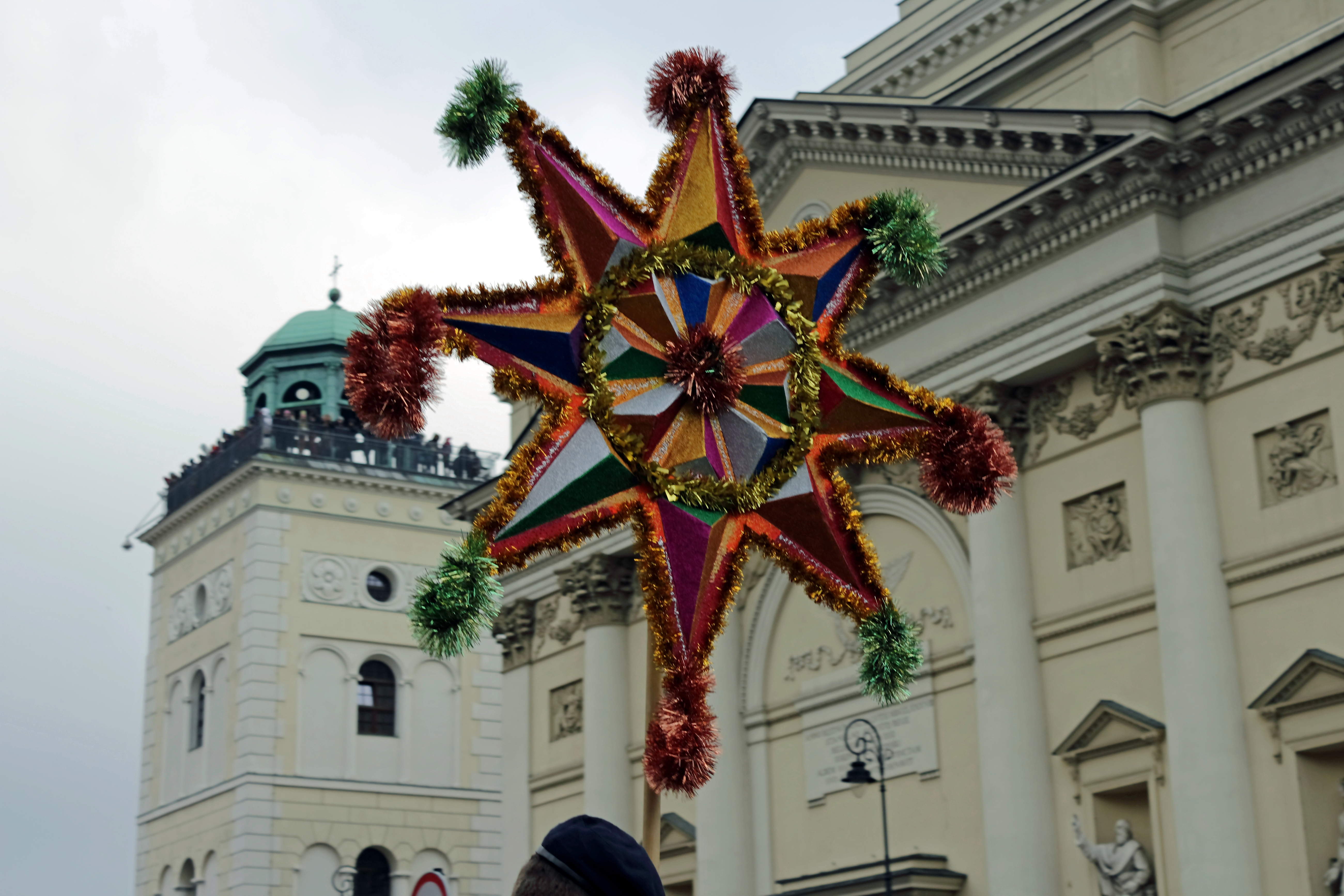
Вифлеємська зірка на різдвяному святі у Варшаві, 2014 рік

- Вифлеємська зірка на різдвяному святі у Варшаві, 2014 рікЗвіздиця — зірка, яку в церквах ставлять на дискосі в пам'ять про Вифлеємську[26].
- Символ Вифлеємської зірки використовується як елемент орнаменту в декоруванні іконостасів, церковного начиння і архітектурних деталей храмових споруд[27].
- Зірка-навершя — ялинкова прикраса, яку ставлять на верхівку різдвяної ялинки.
- Вифлеємська зірка — прикраса Різдвяних свят, як на вулиці, так і в інтер'єрі[28].

## Зірка в мистецтві

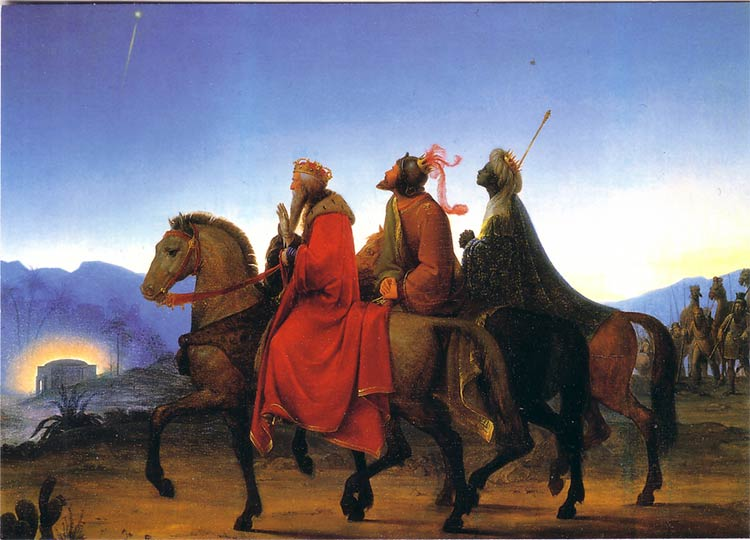
Подорож трьох мудреців. Картина Леопольда Купельвізера, 1825 рік

Вифлеємська зірка — дуже поширений атрибут сцени «Поклоніння волхвів» як у живописі, так і в театральних постановках.
У релігійних містеріях показ Вифлеємської зірки був важливий: дослідники навіть вказують, що необхідність продемонструвати її рух по небосхилу призвела до винаходу деяких театральних механізмів.
З-поміж відомих ренесансних художників, які зображали Вифлеємську зірку, є Лоренцо Монако, Фра Анджеліко, Фра Філіппо Ліппі, Джованні ді Паоло, Альбрехт Дюрер, Хуан Фландес.
На картині «Поклоніння волхвів» (Капела Скровеньї, 1305 р.) Джотто замість традиційної зірки зображена червона комета. Прообразом для неї слугувала комета Галлея, що проходила над Землею в 1301 р. На честь цієї картини Європейська космічна комісія назвала «Джотто» космічний зонд, призначений для зустрічі з кометами.
Письменник-фантаст Артур Кларк використовував факт розгадки Вифлеємської зірки в майбутньому у фабулі оповідання «Зірка». За сюжетом священник-єзуїт як геофізик входить до складу астрографічної експедиції, що відкрила багату і прекрасну спадщину цивілізації, загиблої в результаті вибуху наднової. За даними експедиції священник-учений обчислює точний час, коли наднова була видна із Землі і її положення над горизонтом:
О Боже, у твоєму розпорядженні було стільки зірок! Так чи потрібно було саме цей народ віддавати вогню лише для того, щоб символ його тлінності сяяв над Вифлеємом?
Оригінальний текст (англ.)
[O]h God, there were so many stars you could have used. What was the need to give these people to the fire, that the symbol of their passing might shine above Bethlehem?